# Hawks Nest
Hawks Nest – miasto w Australii, w stanie Nowa Południowa Walia, nad Oceanem Spokojnym.

## Demografia
Według spisu z 2016 roku w Hawks Nest było 1223 osoby. 79,9% ludzi urodziło się w Australii, a 89,4% osób mówiło tylko po angielsku w domu. Najczęstszymi odpowiedziami na religię były anglikanie 30,0%, brak religii 25,9% i katolicyzm 20,8% Podczas gdy pobliskie Ogrody Herbaciane to przede wszystkim dzielnica mieszkalna i handlowa, Hawks Nest jest zdominowany przez wynajem domów i parki z przyczepami kempingowymi, co powoduje znaczne zróżnicowanie populacji wraz z napływem turystów.

## Geografia
Hawks Nest to długie (16,5 km (10,3 mi)), cienkie (zwykle 1,7 km (1,1 mi)), nadmorskie przedmieście biegnące z północnego wschodu na południowy zachód. Przedmieście jest około 220 km (137 mil) na północ od Sydney, 12 km (7,5 mil) od autostrady Pacific. Graniczy z Morzem Tasmana na wschodzie, rzeką Myall na zachodzie i Port Stephens na południu. Obejmuje Yacaaba, północną część przylądka Port Stephens, która wznosi się na 210 metrów (690 stóp) powyżej średniego poziomu morza. Jednak reszta przedmieść jest na ogół niska, płaska, piaszczysta i pokryta nadmorskim zaroślem, z niektórymi terenami podmokłymi, w wyniku czego północna część przedmieścia jest dostępna tylko dla pojazdów z napędem na cztery koła do lat 80.